# Goleytār Bolāghī
Goleytār Bolāghī (persiska: گلیتار بلاغی, گلیتار) är en ort i Iran.   Den ligger i provinsen Östazarbaijan, i den nordvästra delen av landet, 400 km väster om huvudstaden Teheran. Goleytār Bolāghī ligger 2 049 meter över havet och antalet invånare är 162.
Terrängen runt Goleytār Bolāghī är kuperad söderut, men norrut är den platt.Runt Goleytār Bolāghī är det ganska glesbefolkat, med 22 invånare per kvadratkilometer. Närmaste större samhälle är Ḩeydar Bāghī, 19,6 km sydost om Goleytār Bolāghī. Trakten runt Goleytār Bolāghī består i huvudsak av gräsmarker.